# 75 років Луганській області (монета)
«75 ро́ків Луга́нській о́бласті» — ювілейна монета номіналом 5 гривень, випущена Національним банком України, присвячена регіону, який називають «східною брамою держави».
Монету введено в обіг 28 травня 2013 року. Вона належить до серії «Області України».

## Опис монети та характеристики
| Номінал грн. | Метал                   | Маса, г | Діаметр, мм | Якість виготовлення       | Гурт                 | Тираж, штук |
| ------------ | ----------------------- | ------- | ----------- | ------------------------- | -------------------- | ----------- |
| 5            | нікелевий сплав, нордік | 9,4     | 28,0        | спеціальний анциркулейтед | секторальне рифлення | 20 000      |

### Аверс
На аверсі монети розміщено: угорі малий Державний Герб України, по колу написи: «НАЦІОНАЛЬНИЙ БАНК УКРАЇНИ» (угорі), «П'ЯТЬ ГРИВЕНЬ» (унизу), праворуч — логотип Монетного двору Національного банку України, у центрі — на тлі сонця зображено промисловий пейзаж, на передньому плані — бабак (байбак), ковила, колосся та соняшник, під композицією рік карбування монети — «2013».

### Реверс
На реверсі монети зображено герб області та по колу розміщено написи: «ЛУГАНСЬКА ОБЛАСТЬ» (угорі), «ЗАСНОВАНА У 1938 РОЦІ» (унизу).

## Автори

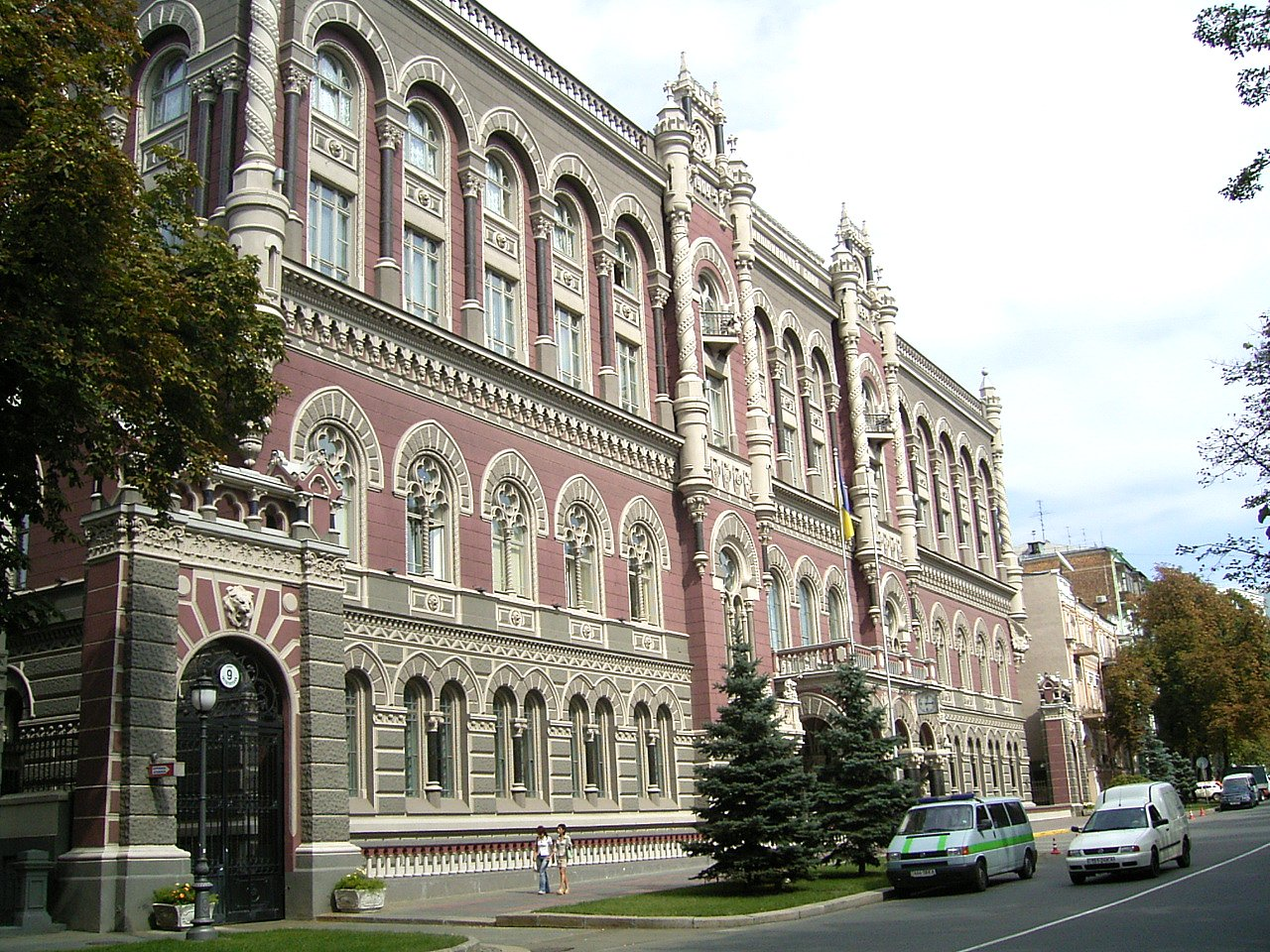
Будівля Національного банку України

- Художник — Іваненко Святослав.
- Скульптор — Іваненко Святослав.

## Вартість монети
Під час введення монети в обіг в 2013 році, Національний банк України реалізовував монету через свої філії за ціною 19 гривень.
Фактична приблизна вартість монети, з роками змінювалася так:
| Рік        | 2014 | 2015 | 2016 | 2017 | 2018 | 2019 | 2020 | 2021 | 2022 | 2023  | 2024  | 2025  |
| ---------- | ---- | ---- | ---- | ---- | ---- | ---- | ---- | ---- | ---- | ----- | ----- | ----- |
| Ціна, грн. | 69   | 210  | 300  | 590  | 790  | 950  | 860  | 860  | 920  | 2 350 | 2 700 | 5 800 |